# الف (سرزمین میانه)

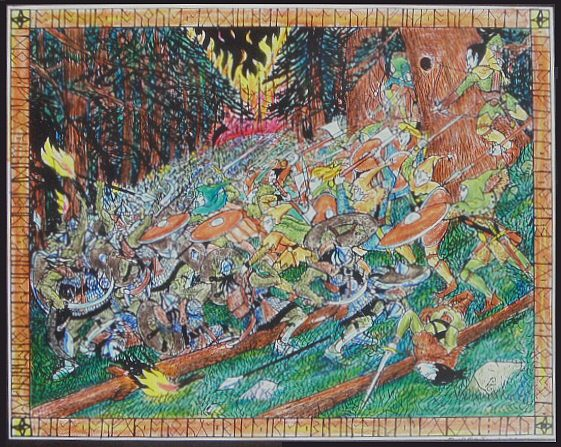
نبرد زیر درختان. الف های میرک وود از دل گولدور (صحنه ای از رمان های جی آر آر تالکین) مورد حمله قرار گرفته اند.

در نوشته‌های جی. آر. آر. تالکین، الف‌ها نخستین نژاد افسانه‌ای هستند که در سرزمین میانه پدیدار می‌شوند. برخلاف انسان‌ها و دورف‌ها، الف‌ها فناناپذیرند، هرچند ممکن است در نبرد کشته شوند. در این صورت، روح آن‌ها به تالارهای ماندوس در آمان می‌رود. الف‌هایی که مدتی طولانی در سرزمین میانه زندگی کرده‌اند، در آرزوی بهشت زمینیِ «والینور» هستند و می‌توانند از «پناهگاه‌های خاکستری» به آنجا سفر کنند.  آن‌ها در هابیت و ارباب حلقه‌ها حضور دارند و تاریخ آن‌ها به تفصیل در سیلماریلیون شرح داده شده است.
تالکین،  برای  خلق  نسخۀ منحصربه‌فردِ خود از الف‌ها،  از  اشعار  و  زبان‌های  باستان  اروپای  شمالی،  به  ویژه  زبان انگلیسی باستان،  الهام  گرفت.  در  این  منابع،  الف‌ها  موجوداتی  با  عظمت،  قدرتمند،  و  زیبا  توصیف  شده  بودند  که  در  دل  طبیعت  وحشی  و  رام  نشده  سکونت  داشتند  و  در  تیراندازی  با  کمان  مهارتی  بی‌نظیر  داشتند.  تالکین  با  تکیه  بر  این  ریشه‌های  تاریخی  و  اسطوره‌ای،  و  با  چاشنی  خلاقیت  و  نبوغ  خود،  الف‌های  سرزمین  میانه  را  خلق  کرد  و  حتی  زبان‌هایی  منحصربه‌فرد  مانند  سینداری  و  کوئنیا  برای  آن‌ها  ابداع  کرد.
الف‌هایی  که  تالکین  در  آثارش  به  تصویر  کشیده  است،  به  چنان  محبوبیتی  دست  یافته‌اند  که  به  یکی  از  مهم‌ترین  و  پرکاربردترین  موجودات  در  ادبیات  فانتزی  تبدیل  شده‌اند  و  الگویی  برای  بسیاری  از  نویسندگان  این  ژانر  بوده‌اند.  علاوه  بر  این،  حضور  پررنگ  آن‌ها  در  فیلم‌ها  و  بازی‌های  نقش‌آفرینی  اقتباس  شده  از  آثار  تالکین به  محبوبیت  و  جایگاه  ویژه  آن‌ها  در  فرهنگ  عامه  افزوده  است.

## خاستگاه‌ها

### افسانه‌های ایسلندی
هاوکور ثورگیرسون، پژوهشگر ایسلندی، بر این باور است که چارچوب کلی تصور تالکین از الف‌ها و بسیاری از جزئیات در تصویرسازیِ او از آن‌ها، ریشه در  فرهنگ عامه و  پژوهش‌های  مدرن  درباره  الف‌ها  (álfar)  در  سنت  ایسلندی  دارد.  او  به  طور  خاص  به  مقدمه  کتاب  "Íslenzkar þjóðsögur og æfintýri"  (به  معنای  "افسانه‌ها  و  داستان‌های  پریان  ایسلندی")  اشاره  می‌کند  که  در  آن  به  بررسی  جامع  این  موضوع  پرداخته  شده  است.  این  کتاب  که  مجموعه‌ای  از  داستان‌ها  و  افسانه‌های  ایسلندی  از  قرن  ۱۷  میلادی  به  بعد  است،  به  این  نکات  اشاره  می‌کند  که  الف‌ها  نخستین  نژاد  هستند  و  پیش  از  انسان‌ها  و  دیگر  موجودات  در  جهان  حضور  داشته‌اند.  همچنین،  بر  اساس  این  افسانه‌ها،  الف‌ها  می‌توانند  با  انسان‌ها  ازدواج  کنند  و  فرزندانی  دورگه  به  دنیا  بیاورند.  اما  نکته  جالب  توجه  این  است  که  در  این  روایت‌ها،  الف‌ها  فاقد  روح  جاودان  هستند  و  پس  از  مرگ،  به  کلی  ناپدید  می‌شوند.  این  باور  با  تصویری  که  تالکین  از  الف‌ها  در  آثارش  ارائه  می‌دهد،  تفاوت  دارد.  در  سرزمین  میانه،  الف‌ها  اگرچه  فانی  هستند  و  ممکن  است  در  نبرد  کشته  شوند،  اما  روح  آنها  به  تالارهای  ماندوس  در  آمان  می‌رود  و  در  آنجا  به  نوعی  حیات  پس  از  مرگ  را  تجربه  می‌کنند.

### واژۀ آلمانی
کلمه  "Elf"  در انگلیسی نو از  کلمه  "ælf"  در زبان انگلیسی باستان (با  معادل‌های  آن  در  تمامی  زبان‌های ژرمنی)  مشتق  شده  است.  در  اساطیر  ژرمانیک،  انواع  متعددی  از  الف‌ها  وجود  دارد.  مفهوم  الف‌ها  در زبان ژرمنی  غربی  در  قرون وسطای آغازین با مفهوم  آن  در اسکاندیناوی متفاوت  شده  و  مفهوم  آن  در  انگلیسی  باستان نیز احتمالاً  تحت تأثیر  سلت‌ها،  به  طور  جدی‌تری  با آن  تفاوت پیدا کرده  است،   ج.  آر.  آر.  تالکین  در  نامه‌ای  به  صراحت  بیان  کرد  که  الف‌های  او  با  الف‌های  «معروف‌ترِ»  اسکاندیناوی  متفاوت هستند.

## زبان‌های اِلفی
تالکین برای الف‌ها زبان‌های متعددی خلق کرده‌است. علاقهٔ تالکین در درجه اول به واژه‌شناسی بود، به همین خاطر او در این باره گفت که اسطوره‌هایش به واسطهٔ زبان‌های او بزرگ شدند. درواقع، زبان‌ها اولین چیزهایی بودند که تالکین آن‌ها را برای اسطوره‌هایش خلق کرد، که شروع ساخت زبان با آنچه او در ابتدا «الفین» یا «کنایا» می‌نامید بود. بعداً این کلمه به شکل «کوئنیا» نوشته‌شد و همراه با سیندارین، دو تا از کامل‌ترین زبان‌های ساخته شده توسط تالکین است. بعلاوه تالکین برای این دو زبان زبان‌های الفی زیاد دیگری هم که به این دو زبان مرتبط اند ساخته است.
همچنین الف‌ها با ساخت تانگوار (توسط فئانور) و سیریث (توسط دئارن) نسبت داده می‌شوند.

## سبک زندگی
همانطور که در تاریخ سرزمین میانی و نامه‌های تالکین گفته شد، الف‌ها نسبت به انسان‌ها سبک زندگی متفاوتی دارند. بسیاری از اطلاعاتی که در ادامه آمده است فقط به الدار اشاره دارد.

### اوایل زندگی
الف‌ها حدود یک سال بعد از لقاح به دنیا می‌آیند. روز لقاح آن‌ها جشن گرفته می‌شود، اما تولد واقعی آن‌ها نیست. ذهن آن‌ها سریع‌تر از بدنشان رشد می‌کند؛ در سال اول زندگی‌شان می‌توانند صحبت کنند، راه بروند و حتی برقصند. شروعِ سریع‌تر بلوغ ذهنی آن‌ها باعث جوان به نظر رسیدن الف‌ها می‌شود و نسبت به انسان‌ها، بزرگ‌تر از آن‌اند که هستند.

بلوغ فیزیکی آن‌ها حدود پنجاهمین سال زندگی آن‌ها است (در پنجاه سال اول زندگی آن‌ها به بلندترین حالت قد خود می‌رسند) و توسط اولین صد سال زندگی خود خارج از رحم مادر به‌طور کامل رشد می‌کنند. پیری فیزیکی الف‌ها در نهایت متوقف می‌شود، درحالی که بدن انسان‌ها اینگونه نیست.

### زندگی روزانه
الف‌ها، به ویژه نولدور، خودشان را با چیزهای مختلف نظیر فلزکاری، مجسمه‌سازی، موسیقی و بقیه هنرها و البته خوردن مشغول می‌کنند. تقریباً مردها و زن‌ها می‌توانند هرچیزی را به‌طور یکسان انجام دهند، اما به هر حال، زن‌ها اغلب در هنر درمان کردن ماهراند در حالی که مردها به جنگ می‌روند. برای اینکه آن‌ها بر این باور اند که زنده ماندن مستلزم گرفتن زندگی است.
به هر حال، الف‌ها در قوانین سفت و سخت سختگیر نیستند، زن‌ها می‌توانند در مواقع نیاز به خوبی مردها از خودشان دفاع کنند و ممکن است مردها نیز به خوبی، درمانگرِ ماهری باشند، نظیر پادشاهِ ریوندل، الراند.

### بعد زندگی
سرانجام، اگر آن‌ها در جنگ یا از برخی علت‌های دیگر نمیرند، الف‌های سرزمین میانی از این سرزمین خسته می‌شوند و میل رفتن به والینور را پیدا می‌کنند، جایی که والار در آغاز به گروه‌های آنان پناه دادند. آن‌هایی که آرزوی ترک سرزمین میانه را برای سرزمین‌های فناناپذیر دارند (آمان)، اغلب با قایق‌هایی که در بندرگاه خاکستری (لیندون) آماده شده‌اند می‌روند، جایی که گیردان کشتی ساز با مردمش زندگی می‌کند.